# Plusia punctistigma
Plusia punctistigma är en fjärilsart som beskrevs av Embrik Strand 1917. Plusia punctistigma ingår i släktet Plusia och familjen nattflyn. Inga underarter finns listade i Catalogue of Life.